# Genesis 2011
Genesis 2011 è stata la sesta edizione del pay-per-view prodotto dalla Total Nonstop Action Wrestling (TNA). L'evento si è svolto il 9 gennaio 2011 presso l'Impact Zone di Orlando in Florida.

## Risultati
| # | Match | Stipulazioni | Durata |
| - | --- | --- | ------ |
| 1 | Kazarian ha sconfitto Jay Lethal (c)                                                                                       | Single match per il titolo TNA X Division Championship                                                                                            | 11:40  |
| 2 | Madison Rayne (c) ha sconfitto Mickie James                                                                                | Single match per il titolo TNA Women's Knockout Championship                                                                                      | 10:30  |
| 3 | Beer Money, Inc. (James Storm e Robert Roode) hanno sconfitto The Motor City Machine Guns (Alex Shelley e Chris Sabin) (c) | Tag team match per il titolo TNA World Tag Team Championship                                                                                      | 18:00  |
| 4 | Bully Ray ha sconfitto Brother Devon per squalifica                                                                        | Single match | 08:50  |
| 5 | Abyss ha sconfitto Douglas Williams (c)                                                                                    | Single match per il titolo TNA Television Championship                                                                                            | 09:45  |
| 6 | Matt Hardy ha sconfitto Rob Van Dam                                                                                        | Single match. Rob Van Dam perdendo il match perse anche la possibilità di essere il #1 contender per il titolo TNA World Heavyweight Championship | 11:55  |
| 7 | Kurt Angle ha sconfitto Jeff Jarrett per squalifica                                                                        | Un'esibizione di arti marziali miste (MMA) | 04:30  |
| 8 | Mr. Anderson ha sconfitto Matt Morgan                                                                                      | Single match per determinare il Number One Contender al titolo TNA World Heavyweight Championship                                                 | 15:25  |
| 9 | Mr. Anderson ha sconfitto Jeff Hardy (c)                                                                                   | Single match per il titolo TNA World Heavyweight Championship                                                                                     | 09:05  |
|   | (c) = campione in carica al momento dell'inizio del match                                                                  | |        |